# Praxithea derourei
Praxithea derourei es una especie de escarabajo longicornio del género Praxithea, tribu Torneutini, subfamilia Cerambycinae. Fue descrita científicamente por Chabrillac en 1857.
La especie se mantiene activa durante los meses de enero, febrero, septiembre, octubre, noviembre y diciembre.

## Descripción
Mide 24-34 milímetros de longitud.

## Distribución
Se distribuye por Argentina, Bolivia, Brasil, Paraguay y Uruguay.